# ステガノグラフィー
ステガノグラフィー（中: 隠写術，英: steganography）とは、情報隠蔽技術の一つであり、情報を他の情報に埋め込む技術のこと、あるいはその研究を指す。暗号（cryptography）が平文の内容を読めなくする手段を提供するのに対して、ステガノグラフィーは存在自体を隠す点が異なる。
ギリシア語で「覆われた、または隠蔽された(防水|密封など)」「寡黙な(無口な)」を意味するsteganosと，ラテン語の接尾辞-graphiaに由来する。

## 概要
情報を隠蔽する技術一般を総称して情報隠蔽(技術)と呼ぶが、ステガノグラフィーは情報隠蔽の源流となった技術である。
埋め込む情報は、平文または秘密文といい、埋め込む先の情報を被覆情報という。そして秘密文を埋め込んだ被覆情報は、ステゴ体（英: stego-object）と呼ぶ。
被覆情報としては画像データや音声データのほか、文章データもある。
ステガノグラフィーの考え方を応用して、1990年代以降、主に著作権保護を目的として、画像データ等の著作物に利用者IDや著作権者などを仕込む電子透かし（digital watermark）と呼ばれる技術が開発された。
ステガノグラフィー以外の情報隠蔽技術には、デジタル指紋 (digital fingerprint)、被覆通信路 (covert channel)、潜在通信路 (subliminal channel)、匿名通信路 (anonymous channel)などがある。

## 歴史
起源は古く、ヘロドトスの歴史書に、木の板に書いた文を蝋で隠した例が挙げられている。
また、使者の毛を剃った頭に刺青を施し、髪の毛が生えるのを待って、相手側に送った。相手側は毛を剃って、文章を読み取ったという史実もある。
日本においても語句を他のより長い文章中に紛れ込ませる手法は折句 (acrostic) として古くから用いられている。在原業平「からころもきつつなれにしつましあればはるばるきぬるたびをしぞおもふ」古今和歌集より。各句の頭文字を順につなげると「かきつはた」の語が現れる。これは、よく知られた技法で、五行に記載して何気なく読めば分かってしまい、隠蔽していないためステガノグラフィーではないという分類もできる。詳細は折句を参照。
不可視インクによる見えない文字や、微小ドットを使った方式などが考案されてきた。
例えば、画像中の黄色信号等級（8-16ビット）の各画素の濃度を表すデータを、1の信号があるときは1ビット加算し、0の時は加算しないとする方式について考える。全体中の約半分の画像強度（濃度）が1色だけ1ビットだけずれた場合、濃度差がほとんど無く、検出は困難である。また、画像にはノイズがつきものであり、埋め込まれた信号とノイズを区別するのは難しい。1枚の画像は1色だけで数十KB以上あり場合によっては1MBを超すので、文字ならきわめて容易に、画像でも容易に埋め込むことができる。

## 日本国内での最近の研究活動
情報隠蔽に関する研究は、大まかには電子透かしとステガノグラフィーに関するものに大別できる。しかしながら、最近までこれらの研究活動をとりまとめる団体や組織がなく、それぞれの研究者は様々な場で非共同的に研究成果を競ってきた。
このような状況の中で、ようやく2006年末になり「マルチメディア情報ハイディング研究会」が発足した。さらにこの研究会は、2011年4月から マルチメディア情報ハイディング・エンリッチメント研究会へと発展し、ステガノグラフィを包含する"付加価値を有するマルチメディア" 分野での国内研究活動の中心となりつつある。

## 目的
- 広義の暗号（情報を隠匿しての通信等）として諜報活動等に
- 電子透かし（詳細はリンク先記事を参照）
  - 改竄防止
  - デジタル著作権管理 / 情報漏洩者の追跡